# Picot garser alablanc
El picot garser alablanc (Dendrocopos leucopterus) és una espècie d'ocell de la família dels pícids (Picidae) que habita boscos i matoll àrids, vegetació de ribera i terres de conreu ales terres baixes i muntanyes del sud de Rússia, nord-est de l'Iran, nord-est de l'Afganistan i oest de la Xina.